# Kikuko Masumoto
Kikuko Masumoto (増本 伎共子, Masumoto Kikuko, née en 1937) est une pianiste, pédagogue, compositrice et ethnomusicologue japonaise. Elle étudie à l'école de musique Tōhō Gakuen et à l'université de Tokyo. Après ses études, elle est professeur au Tōhō Gakuen,. 

## Œuvres
Masumoto compose pour musique de chambre, opéra et performance vocale.
- Pastorale pour flûte à bec
- Archaic Phrase pour harpe Chang
- Tapisserie pour clavecin
- Ranjoh pour flûte